# Bussereind
Bussereind is een buurtschap die behoort bij de plaats Beesel en ligt ten oosten van dit dorp. Ten westen van de buurtschap stroomt de Huilbeek.
De buurtschap bestaat voornamelijk uit lintbebouwing aan de Waterloseweg en de Bussereindseweg. Ten zuiden van Bussereind bevindt zich het natuurgebied Beesels Broek, terwijl verder naar het zuidoosten het Kasteel Waterloo (1923) en de hoeve Oud Waterloo (1780) te vinden zijn. Rond de 17e eeuw werd bij Bussereind een vluchtschans aangelegd, de Beeselse Schans.
In de buurtschap staat de Bussereindskapelke.
Dorpen: Beesel · Offenbeek · Reuver

Buurtschappen: Bussereind · Meuleberg Markt · Mortel · Rijkel · Ronkenstein · Witteberg

Limburg: Steden en dorpen      Nederland: Provincies · Gemeenten